# Сона Веліхан
Сона Ібрагім кизи Веліхан (азерб. Sona İbrahim qızı Vəlixan; 19 червня 1883, Харків — 4 квітня 1982) — азербайджанський радянський офтальмолог, доктор медичних наук, професор, Заслужений діяч науки Азербайджанської РСР (1942). Перша жінка- азербайджанка, яка отримала диплом лікаря. Зіграла велику роль у розвитку азербайджанської офтальмології  .

## Життєпис
Сона Ібрагім Киз Велихан народилася 19 червня 1883 року в Харкові в сім'ї лікаря  . Середню освіту здобула також у Харкові  .
1900 року переїхала до Швейцарії, де провчилася один рік в університеті міста Лозанни. Лише 1908 року, Веліхан зуміла завершити свою освіту, закінчивши Жіночий медичний інститут Петербурзі  . Таким чином вона стала однією з перших жінок-азербайджанок з вищою освітою та першою жінкою-азербайджанкою, яка отримала диплом лікаря . Після закінчення інституту працювала на медичному факультеті Харківського університету  .
До 1939 року Сона Веліхан працювала асистентом, доцентом та професором на кафедрі очних хвороб Азербайджанського медичного інституту . У 1931 році опублікувала статтю «Про патологічну анатомію ендофтальміту», що було оцінено Комітетом з Нобелівських премій  . У 1941 році Комітет за видатні заслуги у розвитку офтальмології та боротьбі з трахомою представив Сону Веліхан до Нобелівської премії з медицини, проте через Другу світову війну щорічне присудження Нобелівських премій було припинено .
З 1939 по 1971 рік працювала завідувачем кафедри очних хвороб Азербайджанського державного інституту вдосконалення лікарів імені А. Алієва. У період із 1945 по 1950 рік Веліхан очолювала Товариство офтальмологів Азербайджанської РСР. В 1942 року їй було присвоєно звання Заслуженого діяча науки Азербайджанської РСР .
З 1946 по 1960 роки працювала на посаді заступника директора Азербайджанського науково-дослідного офтальмологічного інституту. Веліхан є автором понад 60 наукових праць, у тому числі двох монографій. Її роботи присвячені, головним чином, проблемам трахоми, глаукоми, пошкодженням ока та морфологічним змінам пошкодженого ока в результаті лепри, сифілісу, туберкульозу та різних пухлин  .
Більшість свого життя Веліхан присвятила підготовці кадрів серед офтальмологів. Під її керівництвом троє людей захистили докторську, 18 — кандидатську дисертацію. Професор Сона Веліхан вела консультативні, науково-педагогічні роботи, займалася громадською діяльністю. Нагороджена орденами та медалями.
Померла Сона Веліхан 4 квітня 1982 року в Баку . На стіні будинку в Баку (пр. Гусейна Джавіда, буд. 20), де з 1971 по 1982 роки проживала Веліхан, встановлена меморіальна дошка з її барельєфом .